# Onslow County
Onslow County ist ein County im Bundesstaat North Carolina der Vereinigten Staaten. Der Verwaltungssitz (County Seat) ist Jacksonville, das nach dem siebten Präsidenten der USA, Andrew Jackson, benannt wurde.

## Geographie
Das County liegt im Südosten von North Carolina, grenzt an den Atlantik und hat eine Fläche von 2353 Quadratkilometern, wovon 367 Quadratkilometer Wasserfläche sind. Es grenzt im Uhrzeigersinn an folgende Countys: Jones County, Carteret County, Pender County und Duplin County.
Onslow County ist in fünf Townships aufgeteilt: Jacksonville, Richlands, Sneads Ferry, Swansboro und White Oak.
Das County wird vom Office of Management and Budget zu statistischen Zwecken als Jacksonville, NC Metropolitan Statistical Area geführt.

## Geschichte
Onslow County wurde am 23. November 1734 aus Teilen des nicht mehr existierenden Bath County gebildet. Benannt wurde es nach Arthur Onslow, einem Sprecher des britischen Unterhauses von 1728 bis 1761.

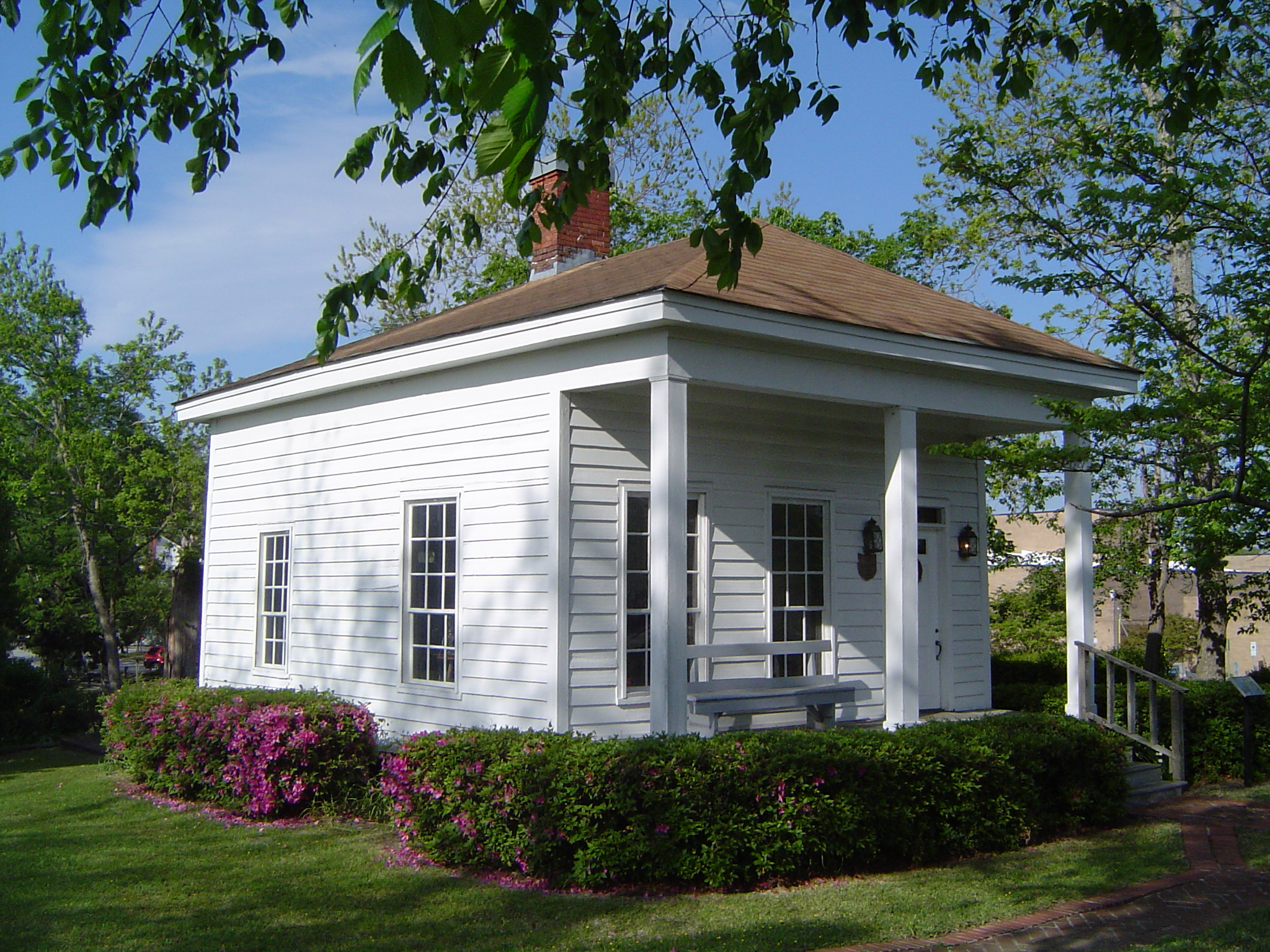
Das Pelletier House (2006) ist einer von 15 Einträgen des Countys im National Register of Historic Places.

15 Bauwerke und Stätten des Countys sind insgesamt im National Register of Historic Places eingetragen (Stand 10. März 2018).

## Demografische Daten
Nach der Volkszählung im Jahr 2000 lebten im Onslow County 150.355 Menschen in 48.122 Haushalten und 36.572 Familien. Die Bevölkerungsdichte betrug 76 Einwohner pro Quadratkilometer. Ethnisch betrachtet setzte sich die Bevölkerung zusammen aus 72,06 Prozent Weißen, 18,48 Prozent Afroamerikanern, 0,74 Prozent amerikanischen Ureinwohnern, 1,68 Prozent Asiaten, 0,19 Prozent Bewohnern aus dem pazifischen Inselraum und 3,62 Prozent aus anderen ethnischen Gruppen; 3,22 Prozent stammten von zwei oder mehr Ethnien ab. 7,25 Prozent der Bevölkerung waren spanischer oder lateinamerikanischer Abstammung.
Von den 48.122 Haushalten hatten 42,6 Prozent Kinder unter 18 Jahren, die bei ihnen lebten. 61,0 Prozent davon waren verheiratete, zusammenlebende Paare, 11,6 Prozent waren allein erziehende Mütter und 24,0 Prozent waren keine Familien. 18,6 Prozent waren Singlehaushalte und in 5,2 Prozent lebten Menschen mit 65 Jahren oder älter. Die Durchschnittshaushaltsgröße betrug 2,72 und die durchschnittliche Familiengröße war 3,09 Personen.
26,2 Prozent der Bevölkerung waren unter 18 Jahre alt. 23,8 Prozent zwischen 18 und 24 Jahre, 29,2 Prozent zwischen 25 und 44 Jahre, 14,4 Prozent zwischen 45 und 64, und 6,3 Prozent waren 65 Jahre alt oder Älter. Das Durchschnittsalter betrug 25 Jahre. Auf alle weibliche Personen kamen 123,2 männliche Personen. Auf alle Frauen im Alter von 18 Jahren oder darüber kamen 131,3 Männer.
Das jährliche Durchschnittseinkommen eines Haushalts betrug 33.756 US-Dollar und das jährliche Durchschnittseinkommen einer Familie betrug 36.692 USD. Männer hatten ein durchschnittliches Einkommen von 22.061 USD gegenüber den Frauen mit 20.094 USD. Das Pro-Kopf-Einkommen betrug 14.853 USD. 12,9 Prozent der Bevölkerung und 10,8 Prozent der Familien lebten unterhalb der Armutsgrenze. 16,7 Prozent von ihnen sind Kinder und Jugendliche unter 18 Jahre und 14,7 Prozent sind 65 Jahre oder älter.